# Pasar Seluma
Pasar Seluma is een bestuurslaag in het regentschap Seluma van de provincie Bengkulu, Indonesië. Pasar Seluma telt 1154 inwoners (volkstelling 2010).